# Pholcus strandi
Pholcus strandi is een spinnensoort uit de familie trilspinnen (Pholcidae). De soort komt voor in Ethiopië.